# 佐藤みゆき
佐藤 みゆき（さとう みゆき、1984年7月5日 - ）は、日本の女優。
福島県田村市出身。所属事務所はフォセット・コンシェルジュ。演劇ユニット「同級生演劇部」部員。夫はミュージシャン・音楽プロデューサーの黒沢秀樹、義兄はミュージシャンの黒沢健一。

## 来歴
福島県田村市出身。福島県立田村高等学校、会津大学短期大学部食物栄養学科卒。高校時代のアルバイト先はミルクのおうち。
栄養士を経て2009年には女優に転身し、舞台を中心に活動。2017年公開の『真白の恋』で映画初主演を務め、第32回高崎映画祭にて最優秀新進女優賞を受賞。
私生活では、共通の友人を介して知り合い、2016年の第5回クォータースターコンテストグランプリ受賞作「マルイチ」制作時の共同作業を機に交際を開始したミュージシャン・音楽プロデューサーの黒沢秀樹と、2017年12月に婚姻届を提出し結婚。翌2018年1月、結婚と妊娠中であることを公式ブログにて発表。同年6月30日に第1子の出産を報告。

## 出演

### 舞台
- 阿佐ヶ谷スパイダースPRESENTS『荒野に立つ』　(東京 シアタートラム、大阪 ABCホール、福岡 イムズホール）
- 想稿・銀河鉄道の夜(2016年、TOHOKU Roots Project 小池竹見演出 東京公演:あうるすぽっと、東北ツアー:いわき・南相馬・仙台・東松島・盛岡)
- 『葵上』『弱法師』-「近代能楽集」より-（東京公演：2021年11月8日 - 28日、東京グローブ座 / 大阪公演：2021年12月1日 - 5日、梅田芸術劇場 シアター・ドラマシティ）[8]※葵上にのみ出演
- パルコ・プロデュース 2025「エドモン〜『シラノ・ド・ベルジュラック』を書いた男〜」（2025年4月7日 - 30日、PARCO劇場 / 5月9日・10日、東大阪市文化創造館 Dream House 大ホール / 5月17日・18日、福岡市民ホール 大ホール / 5月24日、豊田市民文化会館 大ホール）[9]

### テレビドラマ
- 八重の桜 第42・43回（2013年、NHK） - 山川常磐 役
- ショムニ2013 最終回（2013年、フジテレビ）
- 島の先生 （2013年、NHK） - 木内奈央 役
- カウンターのふたり #18（2013年、BStwellV） - 吉田苗 役
- ラストホープ 第1話（2013年、フジテレビ）
- イタズラなKiss2〜Love in TOKYO 第4話（2014年、フジテレビ） - 母親 役
- 森村誠一サスペンス 刑事の証明8（2014年、テレビ東京） - 逢沢志織 役
- おわこんTV 第5回（2014年、NHK BSプレミアム） - 高橋涼子 役
- サイレント・プア 第8回（2014年、NHK） - 山川常盤 役
- 花子とアン 第2週（2014年、NHK） - 一条高子 役
- 足尾から来た女 後編（2014年、NHK） - 浅草の女 役
- 福家警部補の挨拶 第2話（2014年、フジテレビ） - 染谷初美 役
- 癒し屋キリコの約束 第35・39・40話（2015年、東海テレビ） - 後藤妙子 役
- リスクの神様 第9話（2015年、フジテレビ） - 坂手の娘 役
- ミステリなふたり 第8話（2015年、名古屋テレビ） - 高坂昭子 役
- 東京特許許可局（2015年、NHK Eテレ） - 芳子 役
- ゴーストライター 第2話（2015年、フジテレビ） - 丸山介護士 役
- いつかこの恋を思い出してきっと泣いてしまう 第4話（2016年、フジテレビ） - バスの母親 役
- 世にも奇妙な物語 '16春の特別編「通いの軍隊」（2016年、フジテレビ） - 尾関 役
- 土曜ワイド劇場「弁護士 倉沢由法の事件ファイル」（2017年、朝日放送） - 広崎恭子 役
- 世にも奇妙な物語'17秋の特別編 「女子力」（2017年10月14日、フジテレビ） - ユキ 役
- 民衆の敵〜世の中、おかしくないですか!?〜 第3話（2017年11月6日、フジテレビ） - 梅川貴子 役
- 相棒（テレビ朝日）
  - season17 第14話 (2019年2月6日） - 小田麻衣 役
  - season23 第7話（2024年12月11日） - 友繁沙也加 役
- アライブ がん専門医のカルテ 第4話（2020年1月30日、フジテレビ） - 中山 役
- 特捜9 Season4（2021年） - 山口早希 役
- おかえりモネ（2021年） - 菊地里乃 役
- アイシー〜瞬間記憶捜査・柊班〜 第2話・第3話（2025年1月28日・2月4日、フジテレビ） - 菊池麗華 役[10]

### 映画
- ラビット・ホラー3D（2011年9月17日、ファントム・フィルム） - 学校図書館司書 役[11]
- ふとめの国のありす（2012年10月6日、トリウッドスタジオプロジェクト） - 心 役
- わたしのハワイの歩きかた（2014年6月14日、東映） - 遠藤加代子 役
- 超能力研究部の3人（2014年12月6日、BS-TBS） - マネージャー 役
- 貞子vs伽椰子（2016年6月18日、KADOKAWA） - 橘茜 役
- 貌斬り KAOKIRI〜戯曲「スタニスラフスキー探偵団」より〜（2016年12月3日、マコトヤ） - 三嶋友里恵 役
- 真白の恋（2017年2月25日、エレファントハウス） - 主演・渋谷真白 役[12]
- ライズ-ダルライザーTHE MOVIE（2017年7月29日、LHP）

### CM
- ケンタッキーフライドチキン
- セキスイハイム東海（静岡県ローカル）

### その他
- ロバート秋山のクリエイターズ・ファイル #20